# Nikolaus Christoph Müldener
Nikolaus Christoph Müldner (* 7. Oktober 1605 in Eschwege; † 3. August 1656 in  Bad Ems) war ein deutscher Bürgermeister und Gesandter der Landgrafschaft Hessen-Kassel bei den Verhandlungen in Osnabrück, die 1648 zum Westfälischen Frieden geführt haben.

## Leben
Nikolaus Christoph Müldener wurde als Sohn des Heinrich Müldner (1571–1647) und dessen Ehefrau Catharine Murhard (1578–1647)
geboren. Nach einem Studium der Rechtswissenschaften an der Philipps-Universität Marburg, kam zunächst als Hofmeister nach Bourges und erlangte 1633 den Grad Doktor beider Rechte, als er von einer Reise durch England und die Niederlande zurückgekehrt war.
1640/1641 war er Bürgermeister in Kassel.
1645 wurde er fürstlich-hessischer Regierungsrat und von der Landgräfin als Gesandter zu den Verhandlungen in Osnabrück, die 1648 zum Westfälischen Frieden geführt haben, bestimmt. Die Landgrafschaft Hessen-Kassel wurde seinerzeit von Amalie Elisabeth von Hanau-Münzenberg regiert, denn sie führte für ihren Sohn Wilhelm VI. bis zu dessen Volljährigkeit im Jahre 1650 die Regierungsgeschäfte. Hauptgesandter Hessens war Reinhard Scheffer der Jüngste.
1647 erhielt Müldener eine Gesandtschaft nach Lauenau, wo er an dem Vergleich, der mit dem Fürstentum Braunschweig-Wolfenbüttel und der Grafschaft Lippe wegen der Grafschaft Schaumburg geschlossen wurde, mitgewirkt hat.
1651 wurde er zum Vizekanzler ernannt.